# Bazilika

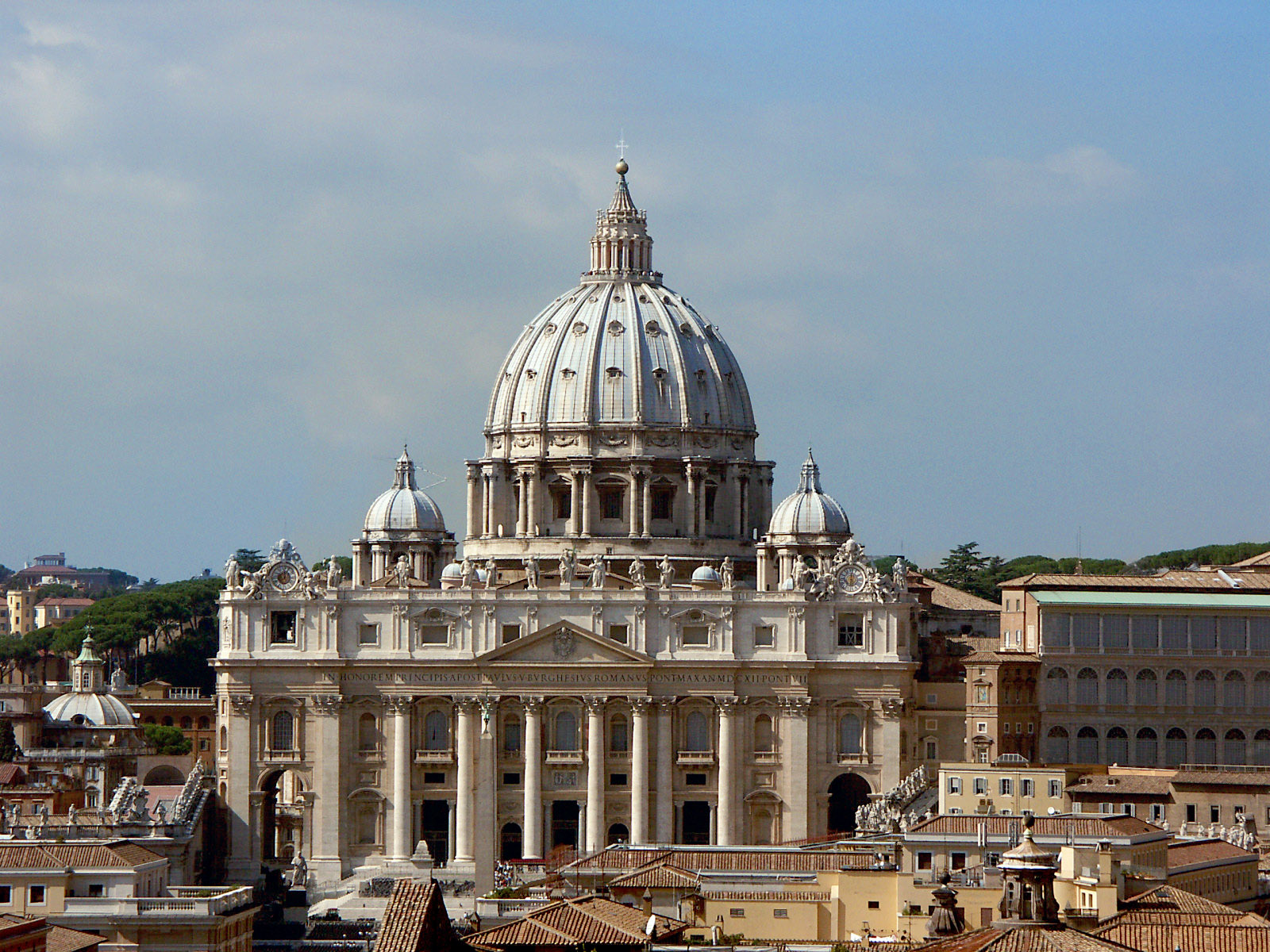
A vatikáni Szent Péter-bazilika az Angyalvár tetejéről

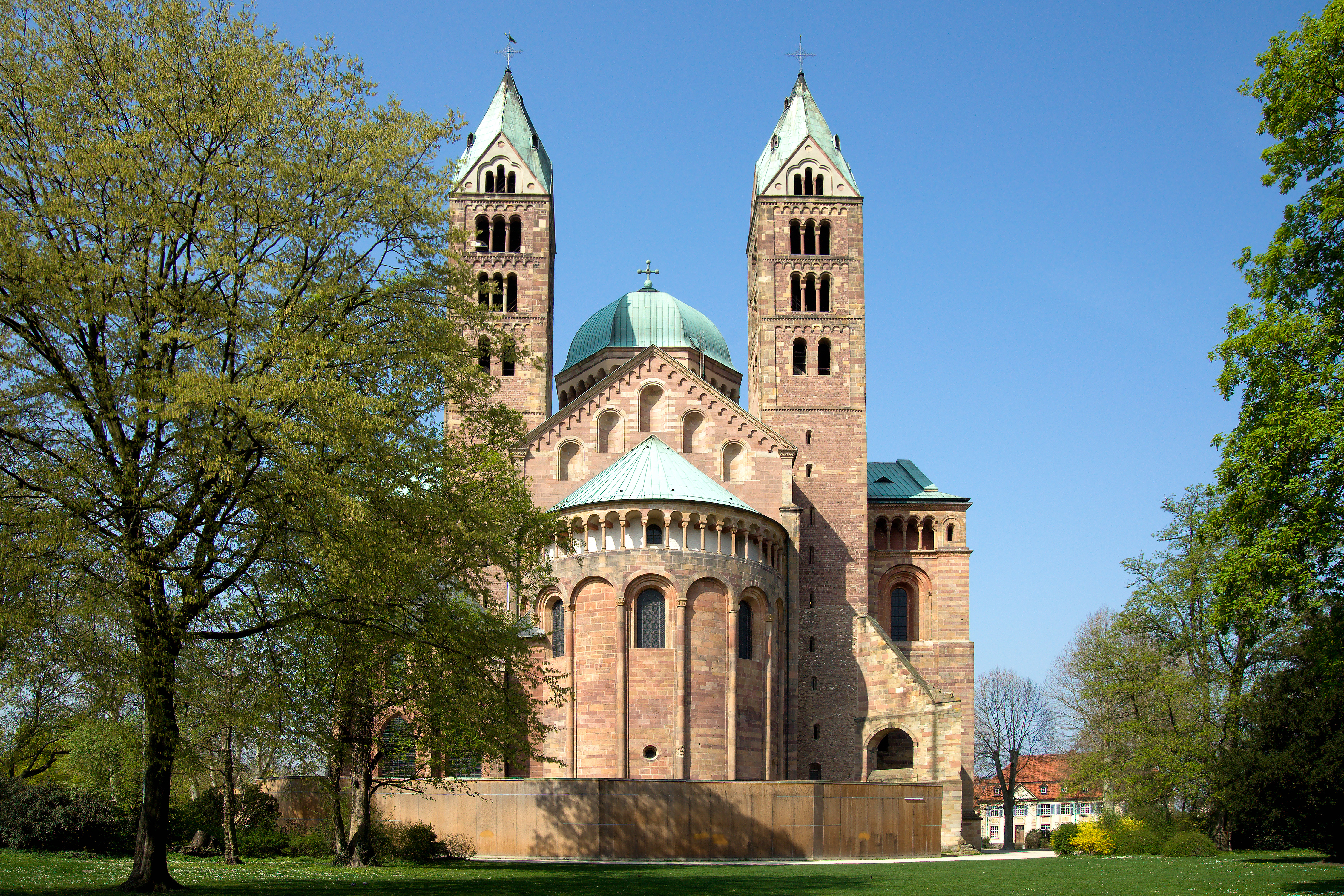
A speyeri dóm

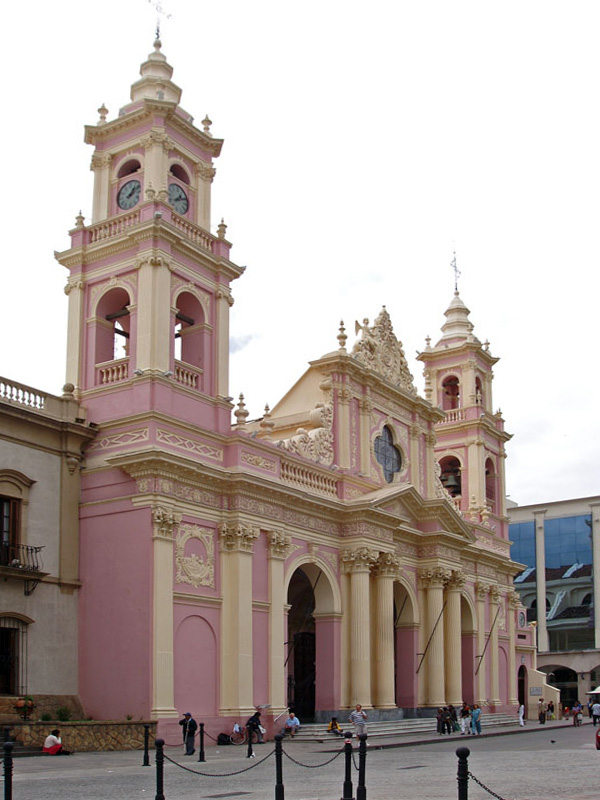
A de Salta bazilika Argentínában

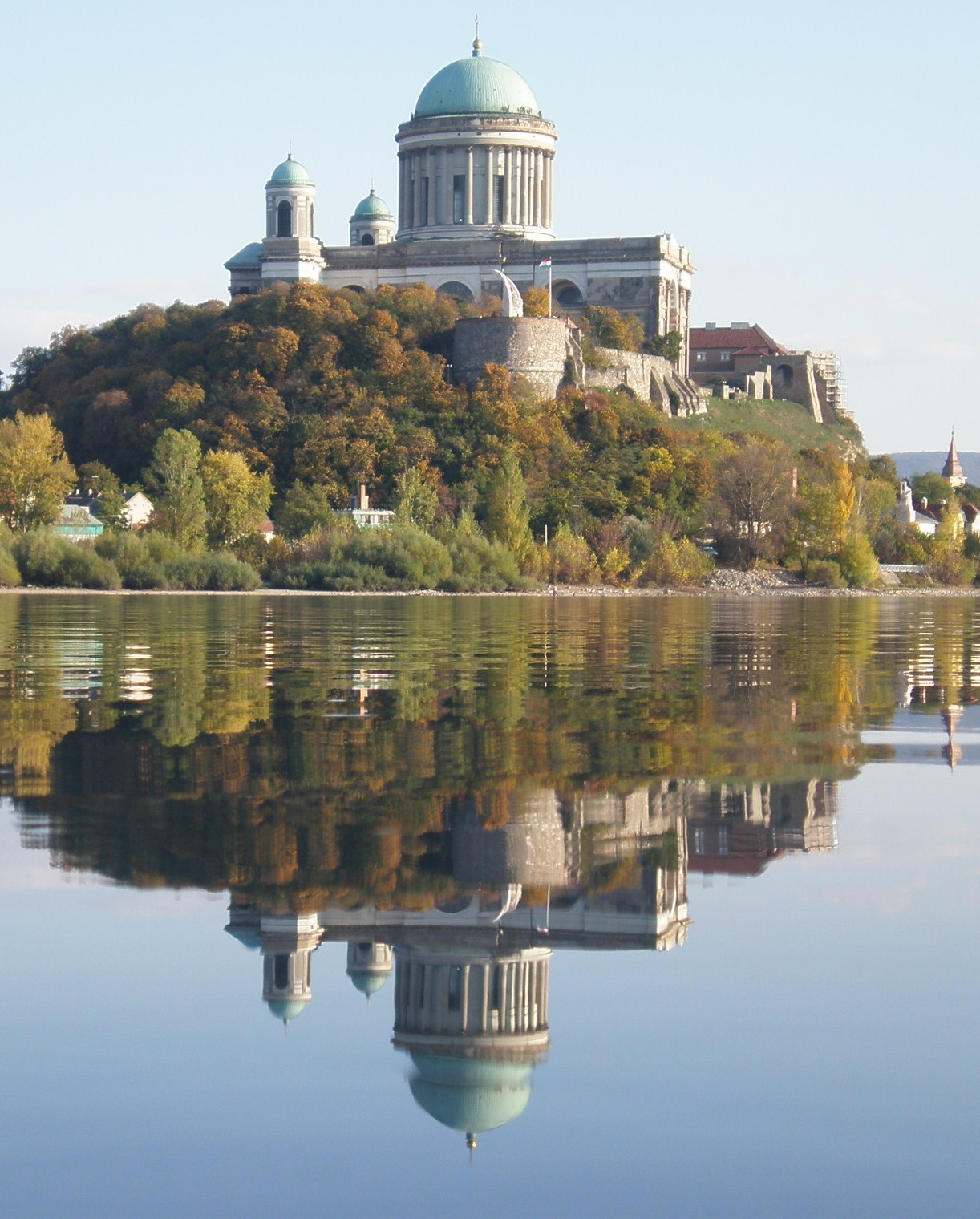
Az esztergomi bazilika a Duna felől

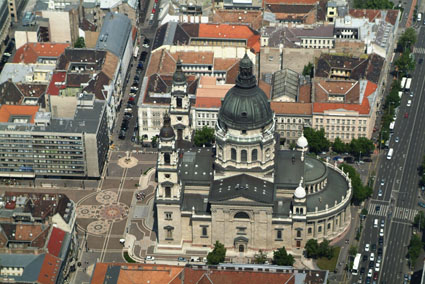
Szent István-bazilika, Budapest

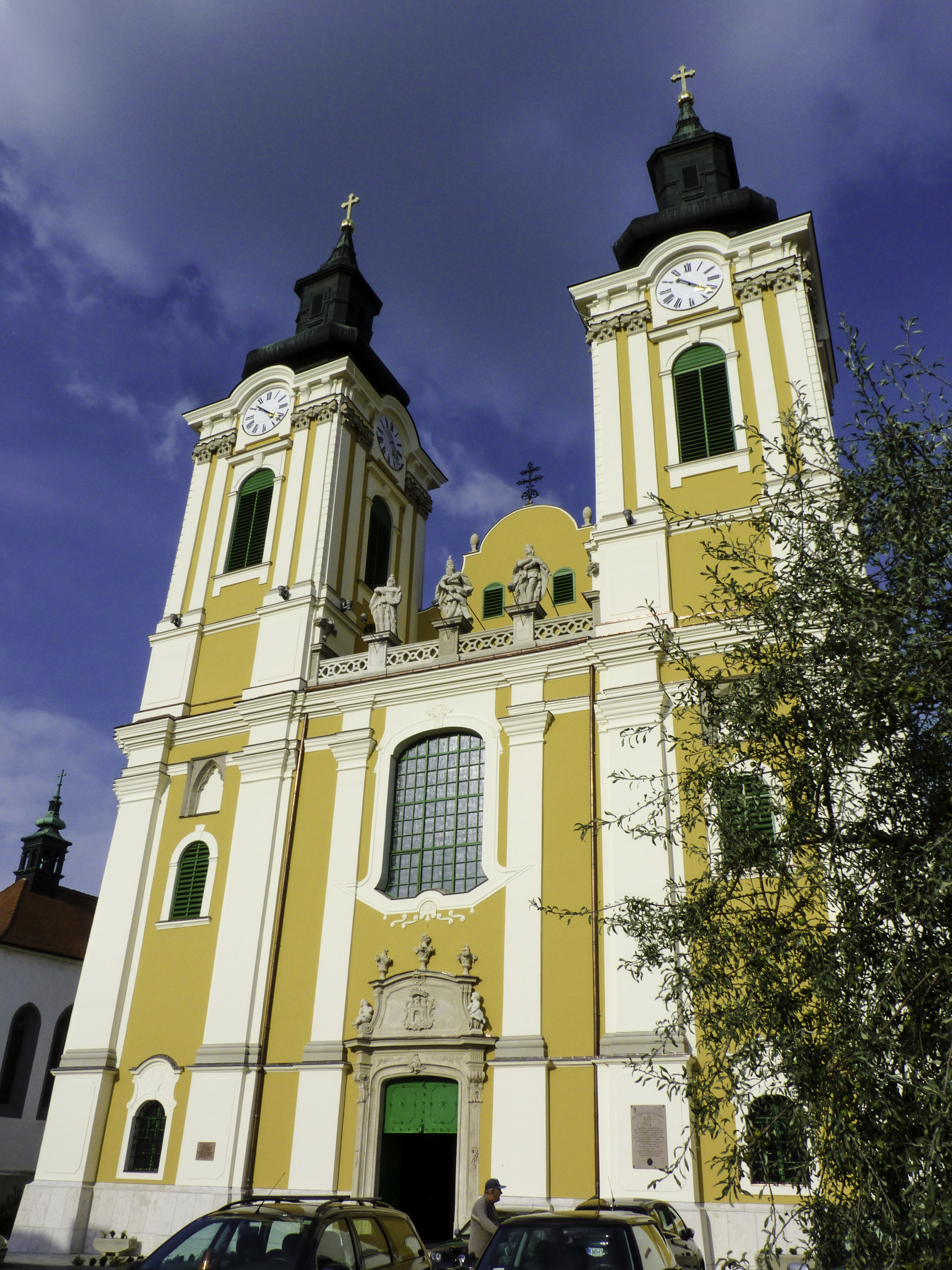
Szent István-bazilika, Székesfehérvár

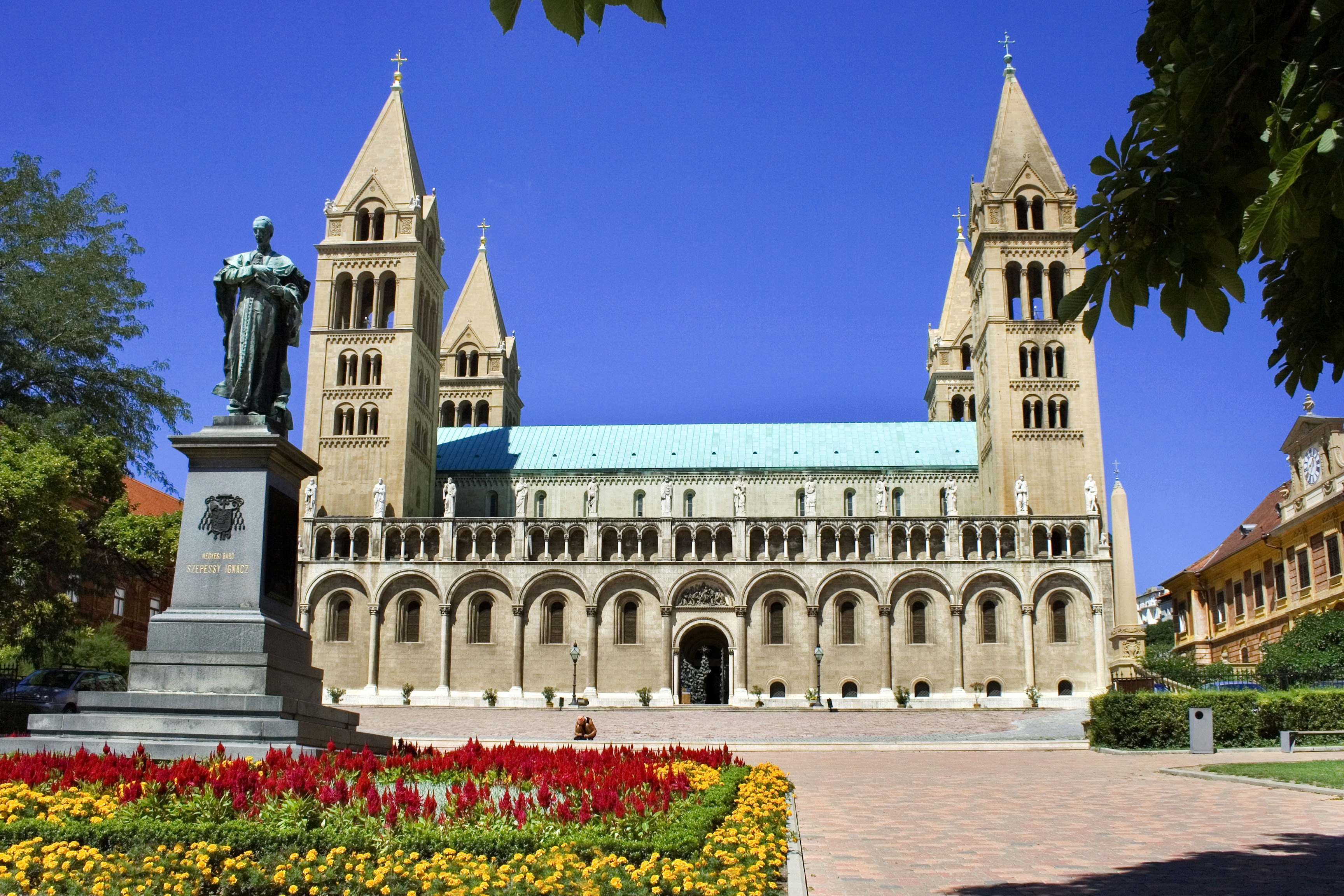
A pécsi bazilika

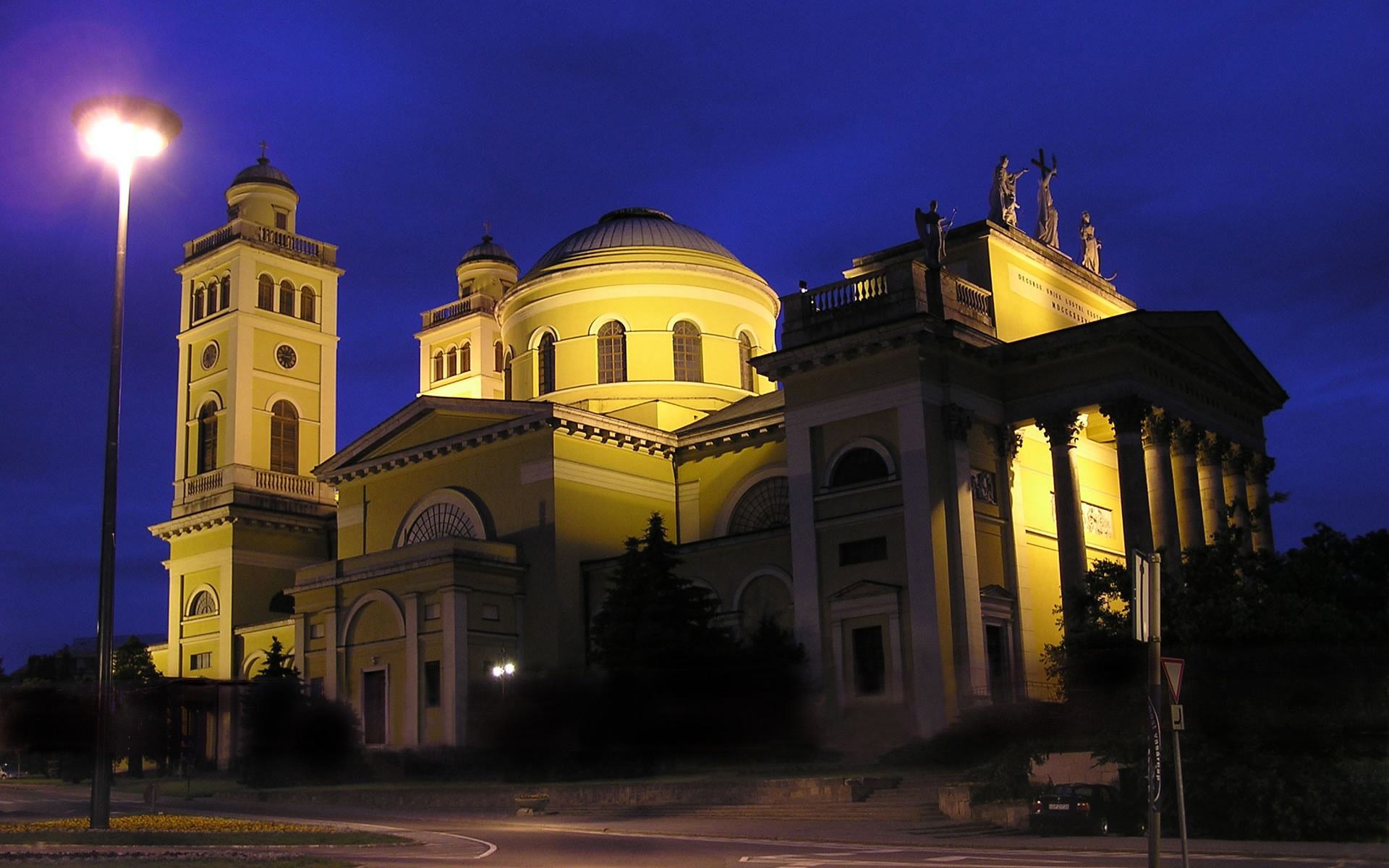
Az egri bazilika

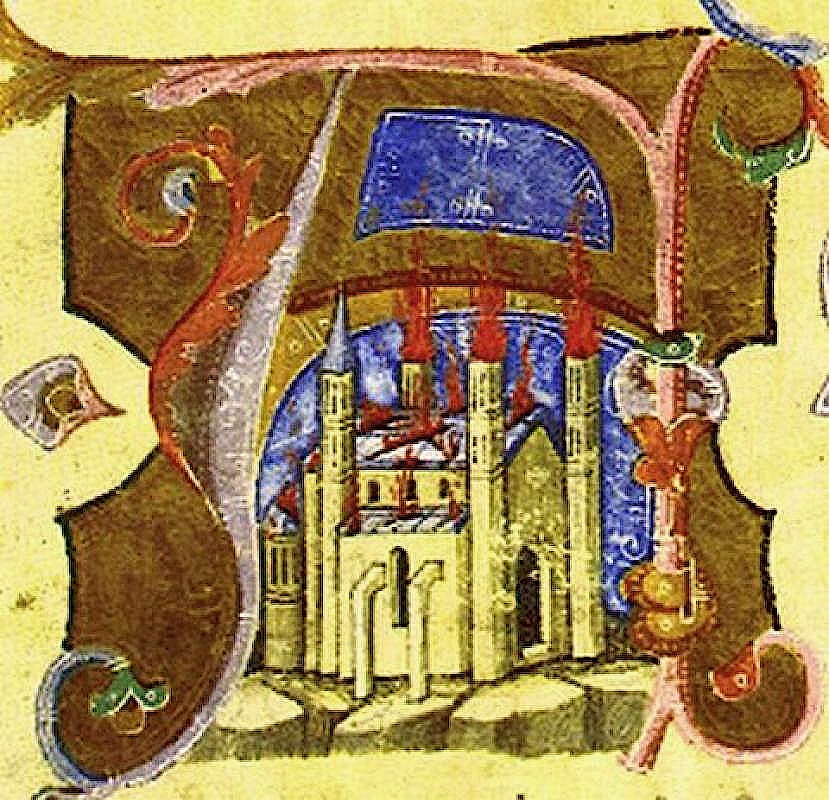
Az égő székesfehérvári Nagyboldogasszony-bazilika (képes krónika)

A bazilika (ógörög βασιλική, basziliké, vagyis csarnok, latin: basilica) eredetileg római kereskedő- és bíráskodási csarnok, később három- vagy többhajós, bazilikális elrendezésű templom. A háromhajós (ritkábban egy- vagy öthajós) térben a főhajó magasabb a mellékhajóknál, s a gádorfalon, azaz a főhajónak az oldalhajók tetőzete fölé emelkedő oldalfalán sorakozó ablakokon jut be a fény. A név az ógörög βασίλειος στοά (baszileiosz sztoa), vagy βασιλική στοά (basziliké sztoa) kifejezés rövidítése és magyarosított változata. Jelentése: a „király csarnoka”, illetve „királyi csarnok”.
A bazilika lehet egy templom egyházi rangja is. Eszerint megkülönböztetünk kisbazilikákat (basilica minor) és nagybazilikákat (basilica maior).
Napjainkban alaprajzi megoldásától függetlenül a bazilika elnevezést alkalmazzák kiemelt jelentőségű katolikus templomokra is.
A köznyelvben a bazilika gyakran a székesegyház (katedrális, dóm) szinonimája. Ez a rokonítás azonban téves, lévén a székesegyház a püspök széktemploma. Egy templom tehát akkor is lehet székesegyház, ha nem bazilika – és fordítva.

## Római vásárcsarnok
Az ógörögöknél és rómaiaknál így hívták a törvényhozás és az üzleti forgalom számára emelt épületeket. Ez az antik bazilika téglalap alaprajzú épület volt, amelynek belsejét oszlopcsarnokok közép- és mellékhajókra osztották; utóbbiak fölött gyakran galériával. A két mellékhajóban raktárakat és kisebb üzleteket helyeztek el, a tágas főhajóban kereskedtek.
Bejárata akár hosszú, akár a keskeny oldalon lehetett, és a kijárattal szemben sokszor félkörű fülkét (exedra, apszis) alakítottak ki. Mennyezete lapos volt. A nagy, nyilvános bazilikák rendszerint a városok fórumán vagy akörül épültek. A Forum Romanum első bazilikáját, a Basilica Portiát Cato censorinus építtette i. e. 185-ben a Curia mellett. A római fórumot körítő számos bazilika közül különösen az Marcus Aemilius Lepidus által emelt Basilica Aemilia és a Caius Iulius Caesar által megkezdett, de csak Augustus uralkodása alatt befejezett Basilica Iulia tűnt ki. A pompeii fórum egyik keskeny oldalán három kisebb bazilika áll egymás mellett. A nyilvános bazilikának ez az egyszerű alakja később megváltozott, így a Basilica Ulpia mindkét keskeny oldalán van egy-egy fülke; Maxentius bazilikája pedig már egészen boltozott, és két fülkéje közül az egyik a keskeny, a másik a hosszú oldalon van.
Az előkelőbb római lakóházaknak is voltak bazilikára emlékeztető nagyobb csarnokaik, amelyek általában később is megtartották a Basilica Portia alaprajzának elrendezését. A közélet nagyjainak szükségük volt ezekre a privát bazilikákra, hogy kellőképp elhelyezhessék tisztviselőiket és pártembereiket, amikor összegyűltek náluk. A Biblia bizonyítja, hogy az első keresztények istentiszteletüket eleinte magánházakban, méghozzá főleg azok bazilikáiban tartották, és csak az üldözések elől menekültek a katakombákba.

## Ókeresztény bazilikák
Miután a keresztény vallás üldözése megszűnt, az istentiszteletek számára emelt nyilvános épületeik olyannyira a bazilikák formáit és elrendezését vették föl, hogy még elnevezésüket is megtartották. A 4. századtól, ahogy a római gazdaság és vele a birodalom hanyatlásnak indult, az üzleti célú bazilikák funkciójukat vesztették, így az elnevezést csaknem kizárólag a keresztény templomokra kezdték használni. A keresztény bazilikák hamarosan — részben a katakomba-templomok elrendezését átemelve — szakítottak a pogány épületektől örökölt elrendezéssel, és önálló koncepciókat alakítottak ki.
Az ókeresztény bazilika nagyjában megtartotta a római bazilikák falakkal zárt terét és téglalap alaprajzát. Főhelye a bejárattal szemben kialakított félkörű fülke (apszis) lett. Ebben állt az oltár, és a szertartásokon akörül foglaltak helyet a papok. Az épület belsejét oszlopsorok egy szélesebb közép- és egy-egy (vagy két-két) keskenyebb oldalhajóra osztották, előudvarként hozzácsatolva a római lakóházak átriumát. Fontos újításként megjelent a kereszthajó, méghozzá úgy, hogy az alaprajz latin keresztet formázott.

## Bazilika: egyes templomok egyházi rangja
A kiemelt jelentőségű katolikus templomok – építészeti elrendezésüktől függetlenül – a „bazilika”, ezen belül a „nagy bazilika” (latin: basilica maior) vagy „kis bazilika” (latin: basilica minor) rangot viselik. A címet és a bazilikák előjogait pápai enciklika szabályozza.
A „nagy bazilika” (basilica maior) címet négy római templom kapta meg:
- a Szent János-bazilika (lateráni bazilika)
- a Szent Péter-bazilika
- a Szent Pál-bazilika (San Paolo fuori le mura)
- a Nagy Szűz Mária-bazilika (Santa Maria Maggiore).

A „nagy bazilikák” két kiváltsága a pápai oltár és a szent kapu.
A „kis bazilika” (basilica minor) kitüntető cím adományozása a 18. századtól terjedt el. Építészeti stílushoz nem kötődik. Világszerte több mint 1400-at tartanak számon. Kiváltságai közé tartozik:
- a pápai címerben található kulcsok ábrázolása saját fölszerelési tárgyain
- az umbraculum
- a tintinnabulum elhelyezése az oltár két oldalán

A négy római „nagy bazilika” és Szent Lőrinc „kis bazilikája” (San Lorenzo fuori le Mura) voltak eredetileg a „pátriárkai bazilikák”, az öt pátriárka római székhelyei. XVI. Benedek pápa azonban a „pátriárkai bazilika” címet 2006-ban megszüntette (hiszen az öt ősi pátriárkátus már több mint ezer éve nem áll fenn az eredeti formában), és ehelyett az öt római főtemplomot „pápai bazilikává” nyilvánította, e címet két assisi templomra, a Szent-Ferenc-bazilikára és az Angyalos Szűz Mária-bazilikára (Santa Maria degli Angeli) is kiterjesztve.
Magyarországon a budapesti Szent István-bazilika, az esztergomi bazilika és több más templom is „kisebb bazilika” (basilica minor), bár építészeti elrendezésük centrális és nem bazilikális.

## Híresebb bazilikák

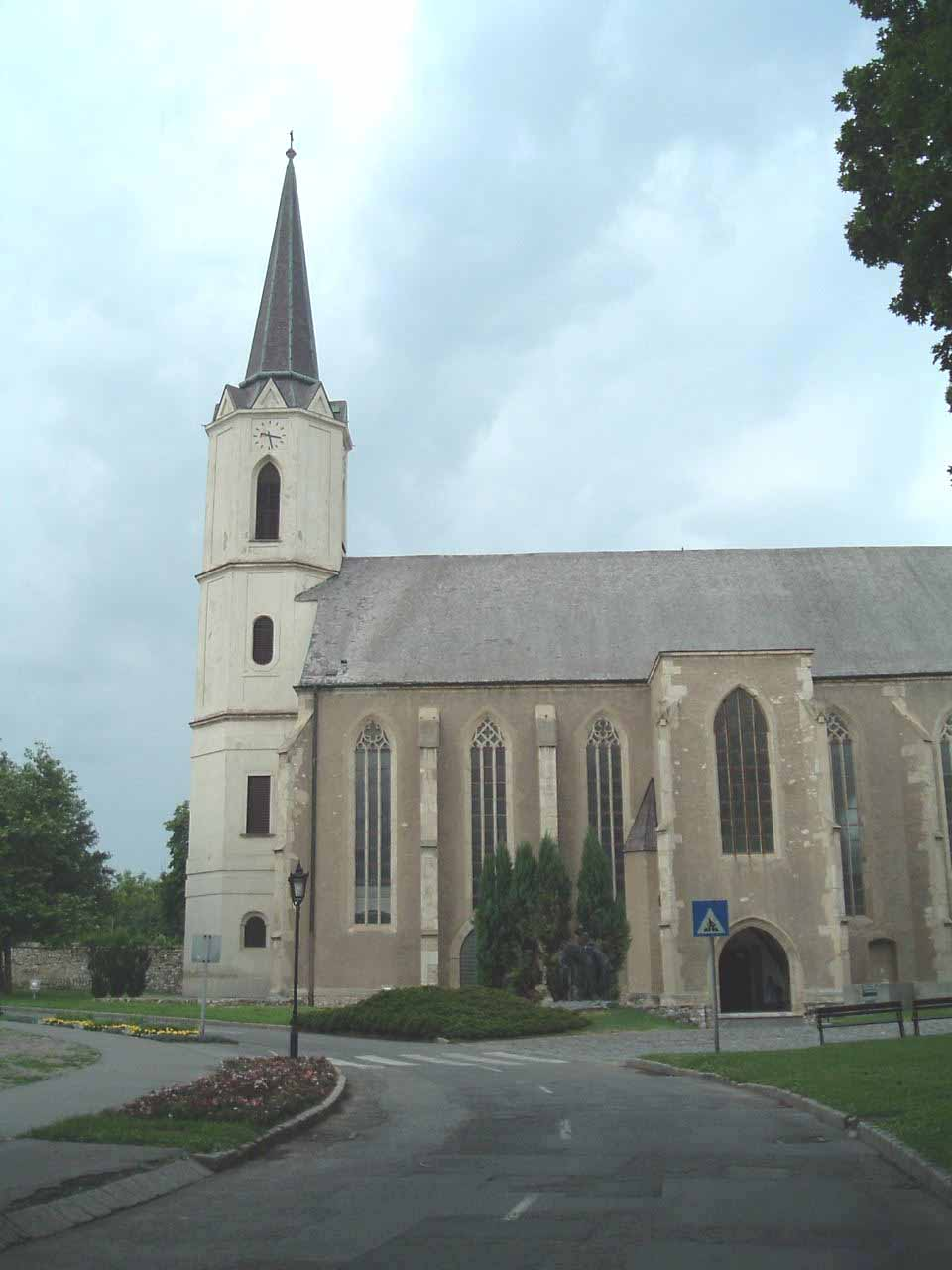
Szent Erzsébet-bazilika (Sárospatak)

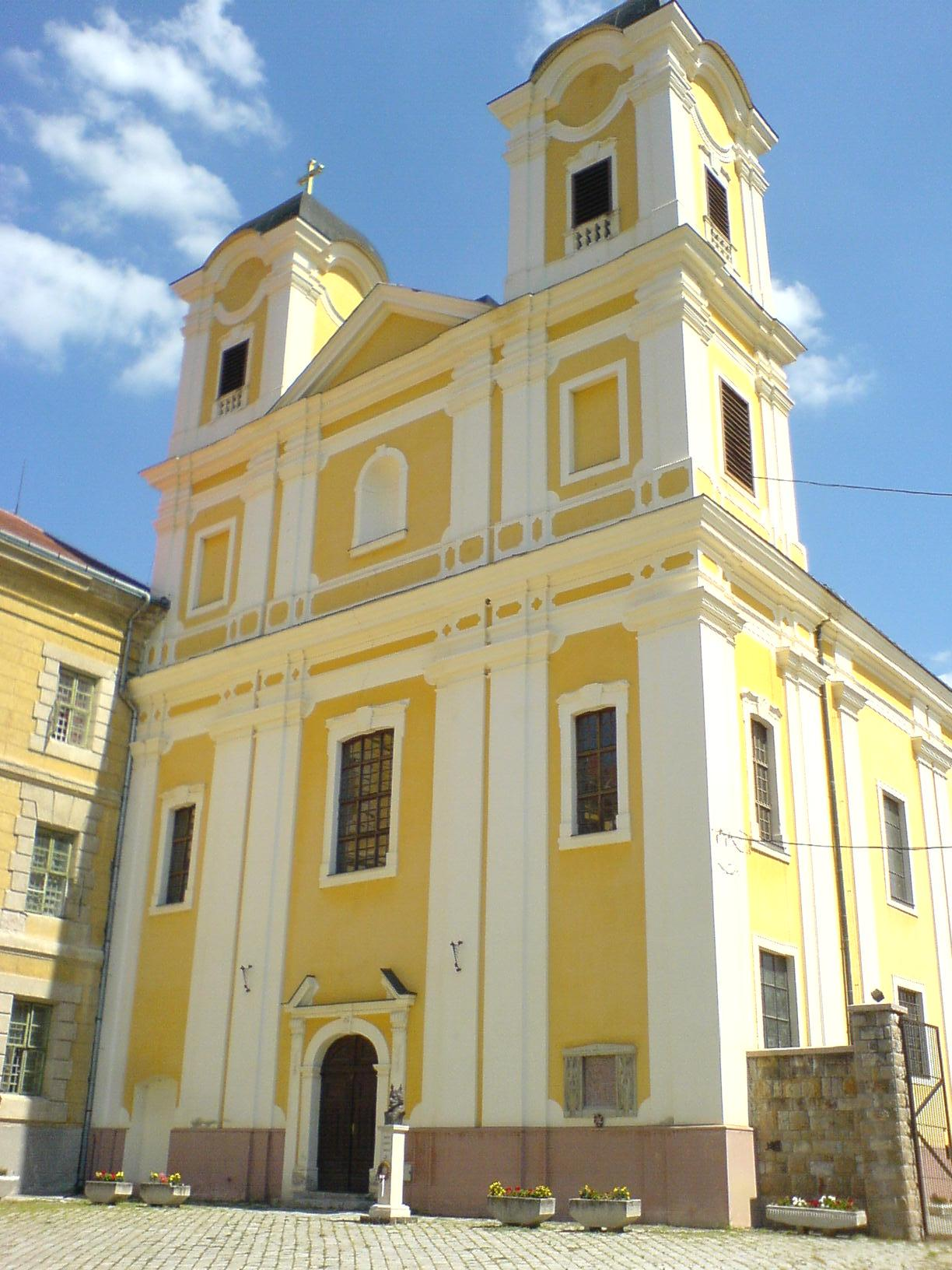
Magyarok Nagyasszonya-bazilika, Márianosztra

### Magyarországi bazilikákbasilica minorrangban
- Nagyboldogasszony és Szent Adalbert-főszékesegyház, Esztergom
- Szent István-bazilika, Budapest
- Fogadalmi templom (Szeged)
- Pécsi székesegyház
- Egri főszékesegyház
- Győri bazilika
- Szent István-bazilika, Székesfehérvár
- Szent Mihály-székesegyház (Veszprém)
- Karmelita bazilika (Keszthely)
- Pannonhalmi Bencés Főapátság
- Zirci apátsági bazilika
- Szent Erzsébet-bazilika (Sárospatak)
- Nagyboldogasszony-bazilika (Máriabesnyő)
- Sarlós Boldogasszony-bazilika (Máriagyűd)
- Szent Mihály-templom (Máriapócs)
- Kisboldogasszony-templom (Máriaremete)
- Mátraverebély-Szentkúti Nagyboldogasszony-templom
- Magyarok Nagyasszonya-bazilika[6] (Márianosztra)
- Szent Vér-bazilika (Báta)
- Nagyboldogasszony-bazilika (Andocs)
- Segítő Szűz Mária-templom (Bodajk)
- Nagyboldogasszony-főszékesegyház (Kalocsa)

### Magyarországi bazilikák mára rang nélkül
- Nagyboldogasszony-bazilika, Székesfehérvár

### A történelmi Magyarországon
- Nagyváradi Nagyboldogasszony-székesegyház
- Csíksomlyói kegytemplom és kolostor
- Komáromi Szent András-bazilika
- Kassai Szent Erzsébet-bazilika
- Szabadkai Szent Teréz-székesegyház
- Máriaradnai kegytemplom és kolostor
- Nagyszombati Szent Miklós-bazilika
- Gyulafehérvári Szent Mihály-székesegyház

### Külföldi példák
- Szent Péter-bazilika
- Santa Maria in Trastevere-bazilika
- Aula Palatina (Trier)
- Szent Család-templom (Barcelona)
- Estrela-bazilika, Lisszabon
- Szent Szív (Párizs)
- Szent Márk (Velence)

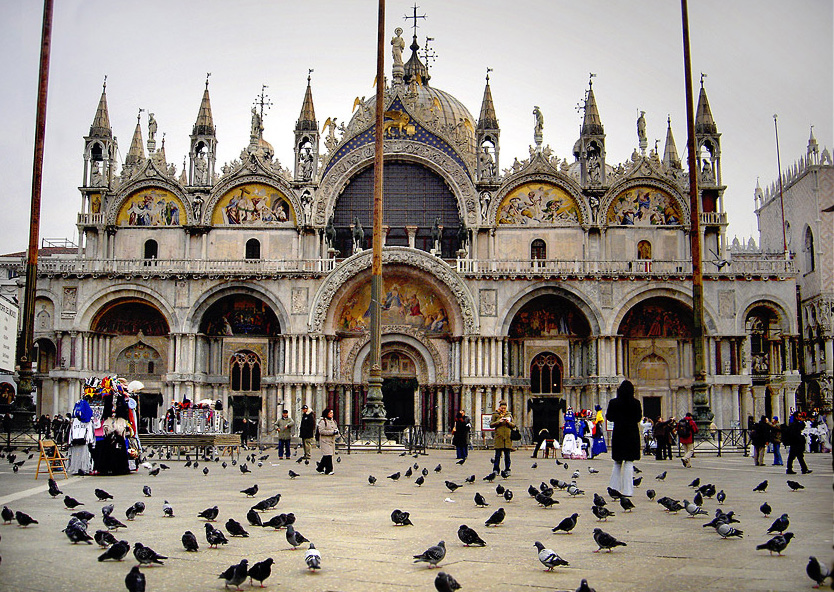
Szent Márk-bazilika (Velence)
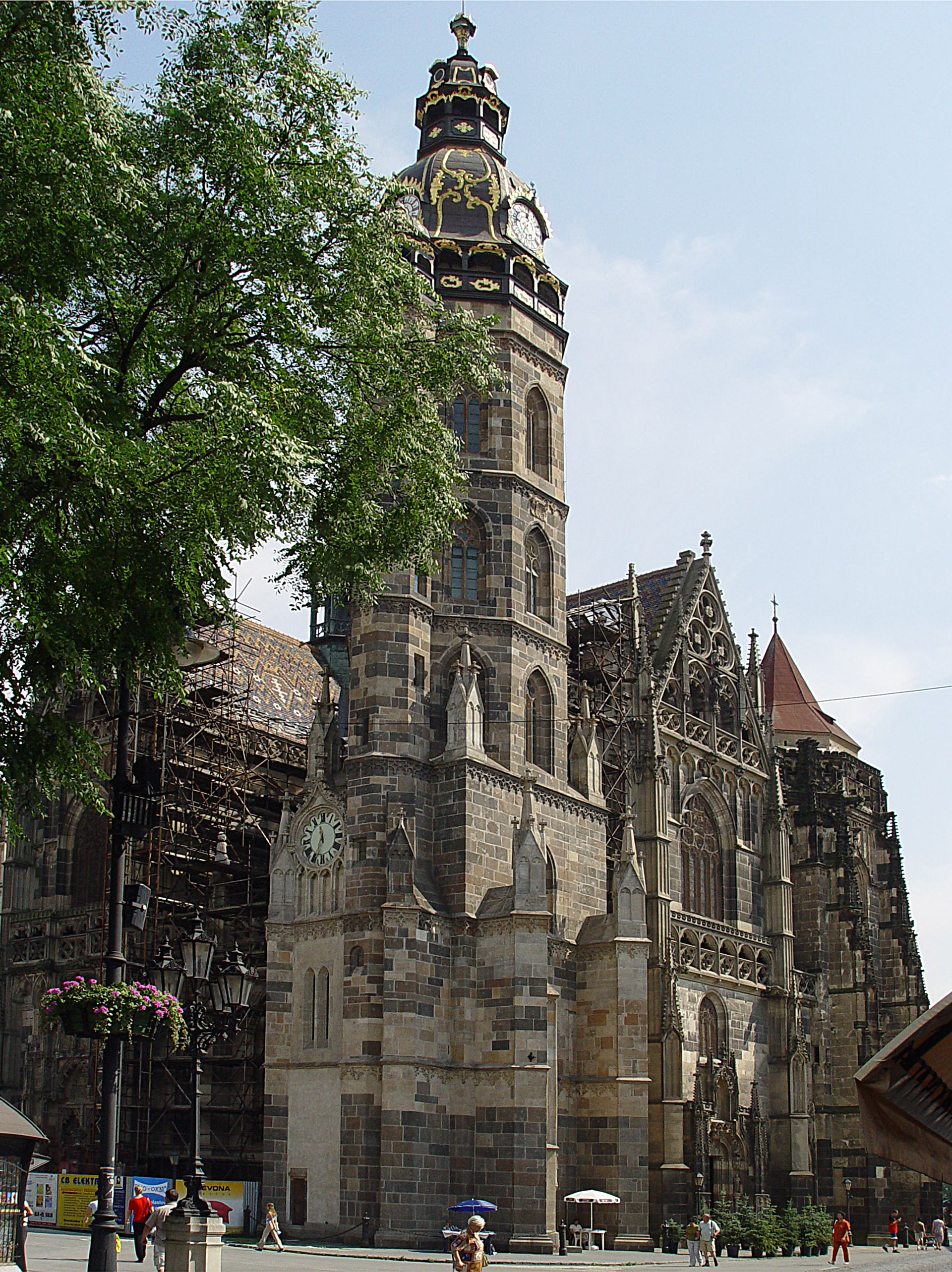
Szent Erzsébet-bazilika, Kassa
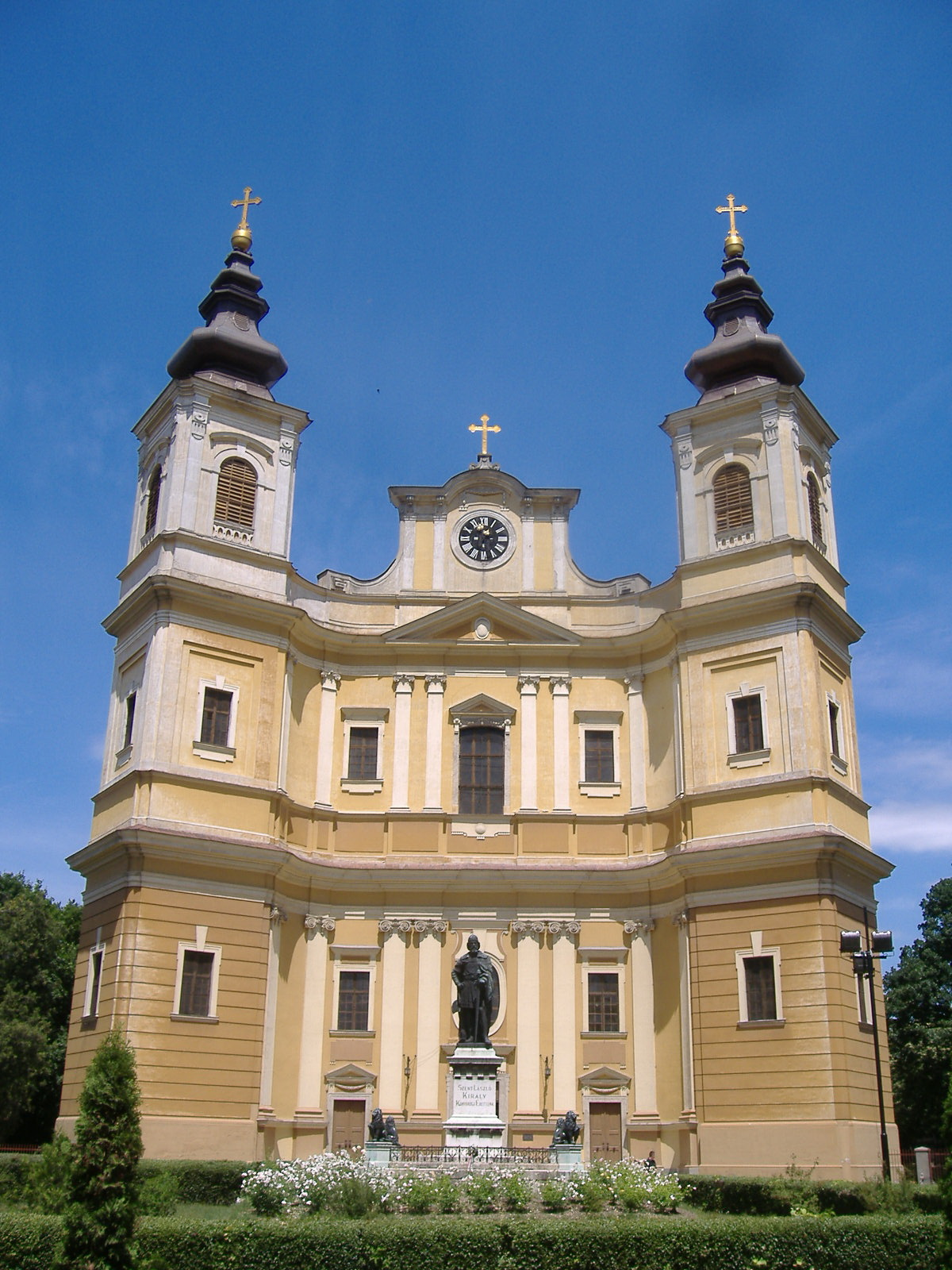
Nagyboldogasszony-bazilika, Nagyvárad
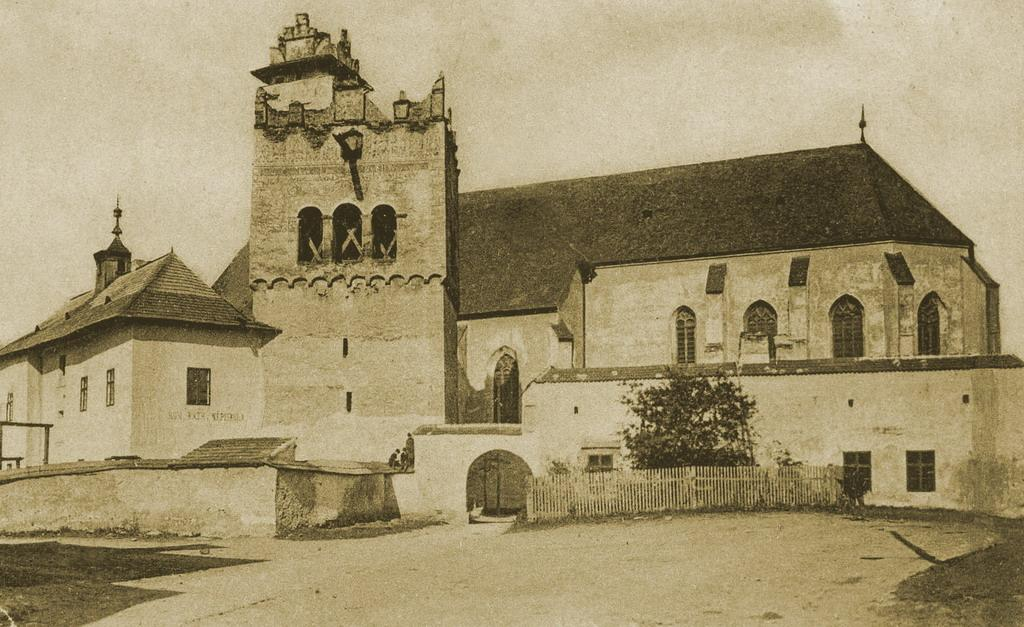
Szent Kereszt-bazilika, Késmárk
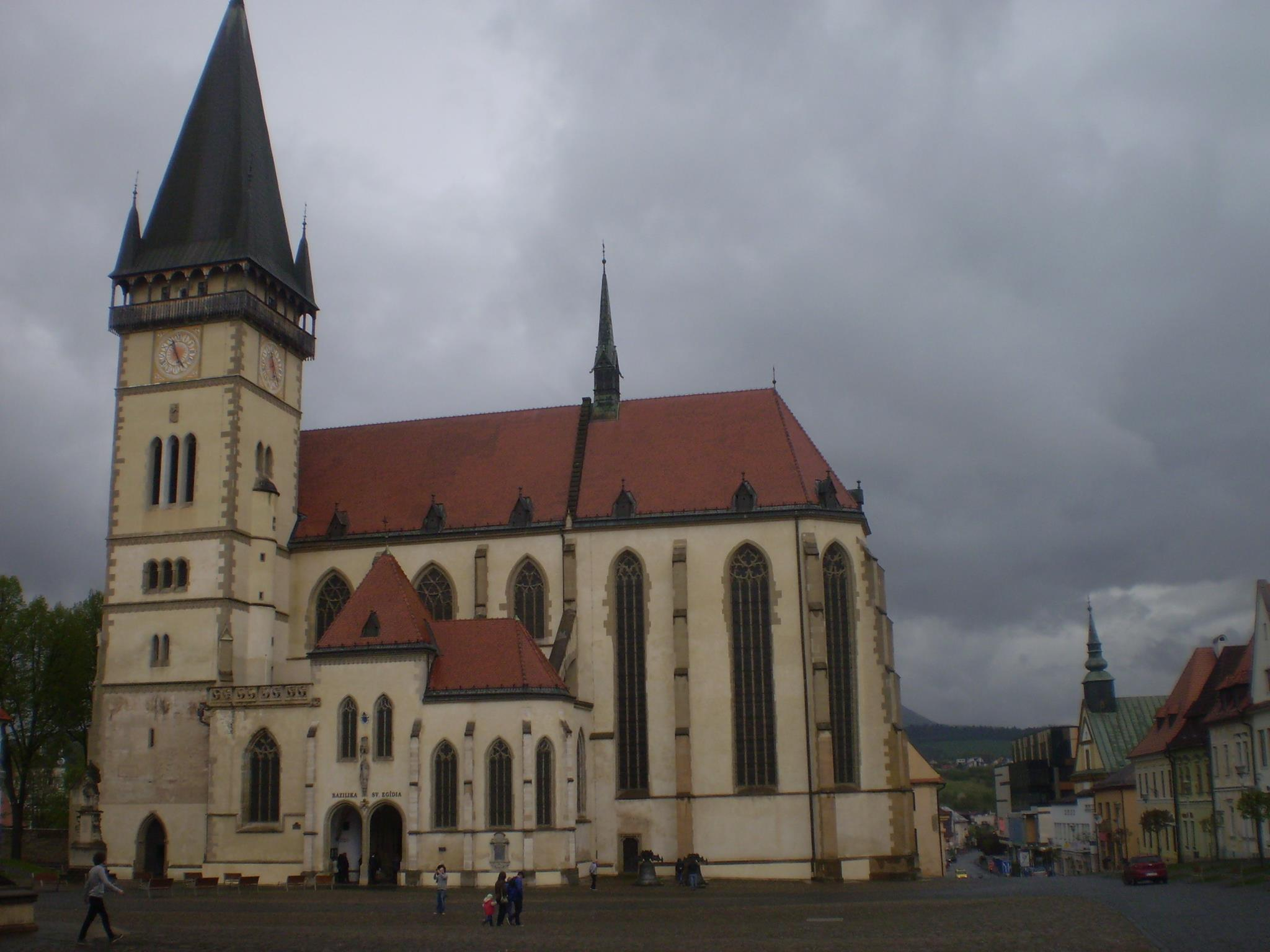
Szent Egyed-bazilika, Bártfa